# 大阪服飾造形専門学校
大阪服飾造形専門学校（おおさかふくしょくぞうけいせんもんがっこう）は、学校法人西本学園が運営する大阪府高槻市にある専修学校である。

## 沿革
- 1948年 - すみれ文化服装学院として開校
- 1976年 - 専修学校となる
- 2000年 - 現校名となる

## 学科
- 服飾造形学科
- 専攻科

## 所在地
- 〒569-0803 大阪府高槻市高槻町5-4

最寄り駅は、JR高槻駅・阪急高槻市駅